# NGC 2275
NGC 2275 ist eine Spiralgalaxie vom Hubble-Typ Sab im Sternbild Zwillinge auf der Ekliptik. Sie ist schätzungsweise 215 Millionen Lichtjahre von der Milchstraße entfernt.
Das Objekt wurde am 26. Oktober 1786 von Wilhelm Herschel entdeckt.